# Мальма
Мальма (лат. Salvelinus malma) — один из самых крупных видов проходных и пресноводных лучепёрых рыб комплекса арктических гольцов семейства лососёвых.
Имеет проходную и жилую (озёрно-речную) форму. Длина проходной мальмы до 75 см, масса до 3,5 кг. Близка к типичному арктическому гольцу (S. alpinus), от которого отличается меньшим числом жаберных тычинок (17—25) и пилорических придатков (18—40). Живёт 9—11 лет, созревая в 4—5 лет. Нерест осенью, в реках и ручьях, на каменистом грунте. Икру зарывает, устраивает гнезда. Средняя плодовитость 5,5—6 тыс. икринок, икра красная, диаметром 5 мм, светло-жёлтая. Молодь живёт в пресной воде от 2 до 7 лет, в море нагуливается несколько месяцев, далеко от берегов не уходит. Питается рыбой, моллюсками, личинками водных и воздушных насекомых.
Широко распространена в северной части Тихого океана, вдоль азиатского побережья от Чаунской губы до Кореи; по американскому побережью — от Аляски до Калифорнии. Во многих районах важный объект промысла.